# Vincenzo Vannutelli
Vincenzo Vannutelli (Genazzano, 5 dicembre 1836 – Roma, 9 luglio 1930) è stato un cardinale e arcivescovo cattolico italiano.

## Biografia
Nacque a Genazzano il 5 dicembre 1836 da Giovanni Battista Vannutelli e Teresa Testa. Era fratello del cardinale Serafino Vannutelli.
Papa Leone XIII lo elevò al rango di cardinale nel concistoro del 23 giugno 1890. Fu vescovo di Palestrina dal 1900 al 1930.
Fu effigiato nel celebre dipinto Il cardinal decano, di Gino Bonichi.
Morì a Roma il 9 luglio 1930 all'età di 93 anni. Dopo le esequie, la salma venne tumulata nel sacello di Propaganda Fide nel cimitero del Verano.

## Curiosità
- Fu il destinatario dell'epistola Studium quo tenemur del papa Pio X.

## Genealogia episcopale e successione apostolica
La genealogia episcopale è:
- Cardinale Scipione Rebiba
- Cardinale Giulio Antonio Santori
- Cardinale Girolamo Bernerio, O.P.
- Arcivescovo Galeazzo Sanvitale
- Cardinale Ludovico Ludovisi
- Cardinale Luigi Caetani
- Cardinale Ulderico Carpegna
- Cardinale Paluzzo Paluzzi Altieri degli Albertoni
- Papa Benedetto XIII
- Papa Benedetto XIV
- Cardinale Enrico Enriquez
- Arcivescovo Manuel Quintano Bonifaz
- Cardinale Buenaventura Córdoba Espinosa de la Cerda
- Cardinale Giuseppe Maria Doria Pamphilj
- Papa Pio VIII
- Papa Pio IX
- Cardinale Alessandro Franchi
- Cardinale Giovanni Simeoni
- Cardinale Vincenzo Vannutelli

La successione apostolica è:
- Vescovo Teofilo Massucci, O.F.M.Ref. (1880)
- Vescovo Antonio Tomas da Silva Leitão e Castro (1883)
- Vescovo Joaquim Augusto de Barros (1884)
- Arcivescovo Augusto Eduardo Nunes (1885)
- Vescovo José Alves de Mariz (1885)
- Vescovo Antonio Dias Ferreira (1887)
- Cardinale Giulio Tonti (1892)
- Vescovo Antônio Manoel de Castilho Brandão (1894)
- Vescovo Henry Hanlon, M.H.M. (1894)
- Arcivescovo Dominique Jacquet, O.F.M.Conv. (1895)
- Arcivescovo Gaetano Maria de Angelis, O.F.M.Conv. (1895)
- Vescovo Domenico Rinaldi (1895)
- Arcivescovo Francisco Plancarte y Navarrette (1896)
- Arcivescovo Gaetano Quattrocchi (1896)
- Arcivescovo Pasquale Gagliardi (1897)
- Vescovo Jozsef Medard Kohl, O.S.B. (1900)
- Vescovo Remigio Guido Barbieri, O.S.B. (1901)
- Vescovo Giovanni Barcia (1902)
- Vescovo Francesco Maria Raiti, O.Carm. (1903)
- Cardinale Giovanni Battista Nasalli Rocca di Corneliano (1907)
- Vescovo Joseph-Marie-Désiré Guiot, S.M.M. (1908)
- Vescovo Roberto Calai Marioni (1910)
- Vescovo Giuseppe Angelucci (1911)
- Vescovo Ramón Zubieta y Les, O.P. (1913)
- Vescovo Paul-Gaston Laperrine d'Hautpoul (1915)
- Vescovo Calogero Licata (1916)